# Ottokar von Chiari

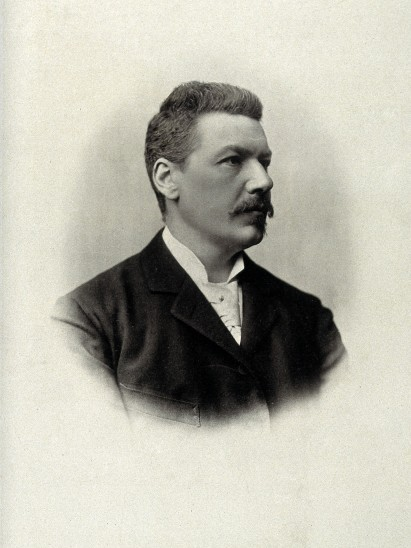
Ottokar von Chiari

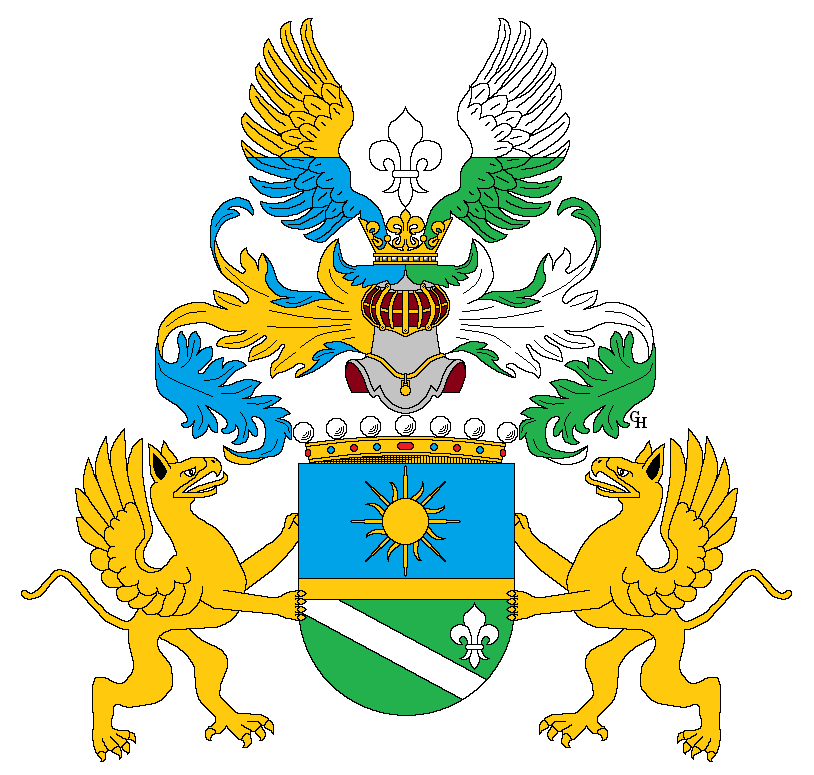
Freiherrenwappen Chiari, 1917

Ottokar Chiari, seit 1917 Freiherr von Chiari (* 1. Februar 1853 in Prag; † 12. Mai 1918 in Puchberg am Schneeberg, Niederösterreich) war ein österreichischer Laryngologe aus der Familie Chiari.

## Leben
Ottokar Chiari war der Sohn von Johann Baptist Chiari, Bruder von Hans Chiari und der Großvater von Karl Chiari (1912–1982).
1877 wurde er zum Dr. med. promoviert. Anschließend war er Assistent von Leopold Schrötter von Kristelli (1837–1908).
1891 wurde Chiari zum außerordentlichen Universitätsprofessor ernannt, 1912 zum ordentlichen Professor. Als Nachfolger von Karl Stoerk (1832–1899) fungierte er ab 1900 als Direktor der Laryngologischen Universitätsklinik in Wien.
Am 14. März 1917 genehmigte Kaiser Karl I., den 1908 an den Fabriks- und Gutsbesitzer Karl Chiari (1849–1912) verliehenen Freiherrenstand zusammen mit dem 1908 verliehenen Wappen auf Ottokar Chiari zu übertragen. Das entsprechende Diplom wurde am 30. April 1917 in Wien ausgefertigt.
Die Chiarigasse in Wien, Favoriten, wurde 1932 nach ihm benannt.
Ottokar von Chiari war verheiratet mit Marie Seidl (1855–1920), einer Tochter des Industriellen Ignaz Seidl, und hatte aus dieser Ehe 3 Söhne und 2 Töchter. Seine Tochter Paula (1895–1977) heiratete 1922 Arthur Boltzmann (1881–1952), einen Sohn des Physikers Ludwig Boltzmann.

## Werke
- Lehrbuch der Nasen-, Rachen- und Kehlkopfkrankheiten. 3 Bände, 1902–05.
- Chirurgie des Kehlkopfs und der Luftröhre. 1916.